# Agence nationale de la recherche
Pour les articles homonymes, voir ANR.
L'Agence nationale de la recherche (ANR) est une agence de moyens créée le 7 février 2005, qui finance la recherche publique et la recherche partenariale en France. Initialement créée sous la forme d'un groupement d'intérêt public par le gouvernement de Jean-Pierre Raffarin, elle est dotée depuis le 1er janvier 2007 du statut d'établissement public à caractère administratif (EPA). L'ANR s'est substituée aux dispositifs ministériels préexistants de financement incitatif : le fonds national pour la science (FNS) et le fonds pour la recherche technologique (FRT). Elle finance directement les équipes de recherche publiques et privées, sous forme de contrats de recherche à durée déterminée.
La dotation d’État de l'ANR pour ses programmes propres, qui était de 710 millions d'euros en 2005 en autorisations d'engagement (350 M€ de crédit de paiement seulement pour cette première année), a culminé à 850 M€ en 2008. Elle est tombée à 535 M€ en 2014, mais les crédits de paiement ont augmenté à nouveau et s'élèvent à 860 M€ dans la loi des finances pour 2019 et 1 190 M€ en 2021.
Par extension, les chercheurs utilisent souvent le terme « une ANR » pour désigner une demande de financement auprès de l'agence ou le financement lui-même.

## Activités

### Missions
Elles ont été élargies par le décret du 24 mars 2014 et comprennent :
- le financement des projets de recherche scientifique ou technologique au travers d'appels à projets (AAP) compétitifs. Ces projets sont portés par une ou plusieurs équipes de recherche et s'étendent sur une durée déterminée, en moyenne trois ans. En plus des appels à projet, l'ANR finance des opérations spécifiques dans le domaine du transfert de technologie, comme les Instituts Carnot ou les chaires industrielles ;
- la mise en œuvre la programmation arrêtée par le ministre chargé de la recherche, et la gestion des grands programmes d'investissement de l'État dans le champ de l'enseignement supérieur et de la recherche ;
- le renforcement des coopérations scientifiques aux plans européen et international ;
- l'analyse de l'évolution de l'offre de recherche et la mesure de l'impact des financements alloués par l'agence sur la production scientifique nationale ;
- l'agence élabore un plan d'action annuel présenté à sa tutelle pour approbation. Elle rend compte de ses missions au ministre chargé de la recherche et aux ministres intéressés au travers d'un rapport annuel d'exécution de son plan d'action, présenté au Conseil stratégique de la recherche.

En 2013, il était supposé que l'ANR ne représentait « que 8 à 10 % du budget total de la recherche publique, mais la moitié des financements incitatifs sur projets ».

### Appels à projets
En 2011, l'ANR a consacré 557 M€ aux appels à projets, soit un peu plus de la moitié de son budget
. Ces appels à projets se décomposent en appels ou programmes non-thématiques (ANR « blanc ») et en appels thématiques, focalisés sur des sujets jugés prioritaires.
Les programmes blancs représentent la moitié du budget des AAP et peuvent y être soumis des projets sur n'importe quel sujet de recherche. La sélection de ces projets est uniquement basée sur la qualité scientifique du projet et des demandeurs. Les programmes thématiques sont regroupés par grandes disciplines et font l'objet d'une programmation pluriannuelle, votée par le conseil d'administration de l'agence.
Les projets sont examinés par des comités scientifiques disciplinaires ou thématiques qui font eux-mêmes appel à des experts extérieurs indépendants. L'expertise des projets est anonyme. Les comités établissent ensuite un classement des projets retenus ainsi qu'une liste complémentaire. Les budgets alloués aux projets sont arbitrés par des comités de pilotage où sont représentés les directions des organismes et établissements de recherche.
Un thème émergent depuis les années 1990 est celui de la recherche environnementale, qui doit contribuer à élaborer les scénarios du futur. L'ANR cherche à répondre aux enjeux et de défis sociétaux que sont le changement climatique et la crise de la biodiversité, en appuyant les politiques publiques et l'innovation avec 6 secteurs prioritaires : l'écoingénierie et les villes durables, la biodiversité, les contaminants et leurs effets sur la santé environnementale, l'agriculture et la pêche, les risques naturels, et le changement climatique. Les liens entre pollution de l'eau et de l'air et les réseaux trophiques comptent aussi parmi les priorités de l'ANR.
Pour 2012 le programme consacré à la santé environnementale « contaminants et environnement : métrologie, santé, adaptabilité, comportements et usages » a été annulé.

### Programme des investissements d'avenir
En 2010, l'ANR est désignée comme opérateur du Commissariat général à l'investissement pour les actions du programme des Investissements d'avenir (PIA) relevant de l'enseignement supérieur et de la recherche. Elle est confirmée comme opérateur dans le même domaine, en 2013, pour la 2e vague du PIA.

### Réflexion prospective
L'Agence a mis en place des « ateliers de réflexion prospective » (ARP), ouverts aux secteurs public et privé et visant à « encourager la réflexion collective prospective au sein de la communauté scientifique sur des thématiques transverses, à forts enjeux sociétaux et scientifiques, afin d'identifier de nouvelles pistes et questions de recherche, par exemple sur la géoingénierie de l'environnement ».

### Coopération internationale
En septembre 2018, l'ANR rejoint la "cOAlition S", un consortium formé de l'ERC et d'agences nationales de financements et qui est à l'initiative du Plan S. L'objectif de ce plan est de rendre tous les travaux financés par des fonds publics en libre accès d'ici à 2020.

## Bilan des subventions
Les dotations de l'ANR en crédits de paiement (CP) depuis sa création et les subventions qu'elle a allouées sur appels à projets (AAP) sont résumées dans le tableau ci-dessous :
| Année | Dotation d’État (CP en M€) | Subventions allouées sur AAP (M€) | Projets soumis | Projets financés | Pourcentage de projets financés |
| ----- | -------------------------- | --------------------------------- | -------------- | ---------------- | ------------------------------- |
| 2005  | 350                        | 539,2                             | 5 652          | 1 454            | 25,7 %                          |
| 2006  | 596                        | 620,6                             | 6 419          | 1 622            | 25,2 %                          |
| 2007  | 834                        | 607,4                             | 5 636          | 1 430            | 25,3 %                          |
| 2008  | 700                        | 644,6                             | 5 856          | 1 334            | 22,8 %                          |
| 2009  | 817                        | 650,2                             | 6 036          | 1 334            | 22,1 %                          |
| 2010  | 787                        | 629,3                             | 6 390          | 1 373            | 21,5 %                          |
| 2011  | 687                        | 557,0                             | 6 319          | 1 296            | 20,5 %                          |
| 2012  | 760                        | 555,5                             | 6 829          | 1 301            | 19 %                            |
| 2013  | 513                        | 432,5                             | 7 209          | 1 068            | 14,9 %                          |
| 2014  |                            | 414,3                             | 10 532         | 1 071            | 10,2 %                          |
| 2015  | 528,1                      | 390,2                             |                | 1 043            |                                 |
| 2016  | 595,9                      | 457,6                             |                |                  |                                 |
| 2017  | 624,5                      | 496,5                             |                |                  |                                 |
| 2018  | 672,4                      | 518,1                             | 4 988          | 1 471            | 29,5 %                          |
| 2019  | 725                        | 569,1                             | 4 712          | 1 592            | 33,8 %                          |
| 2020  | 780,5                      | 619,8                             | 5 015          | 1 712            | 34,1 %                          |
| 2021  | 1 147                      | 893,2                             | 9 918          | 2 291            | 23,1 %                          |

## Direction

### Présidence du conseil d'administration
- 2007-2010 : Jacques Stern
- 2010-2012 : Eva Pebay-Peyroula

### Direction générale
- 2005-2006 : Gilles Bloch
- 2007-2011 : Jacqueline Lecourtier
- 2012-2014 : Pascale Briand

### Présidence
Le décret no 2014-365 du 24 mars 2014 a fusionné les fonctions de président du conseil d'administration et de directeur général.
- 2014-2017 : Michael Matlosz[32],[33]. Sa nomination a donné lieu à consultation, par le Gouvernement, du Conseil d'État, quant à la possibilité de nommer un ressortissant étranger à la tête de l’ANR, établissement public administratif. Le Conseil d’État a répondu que « le président de [l'ANR], qui en assure la direction générale, n’est pas conduit à exercer des fonctions inséparables de la souveraineté nationale. Un ressortissant étranger peut donc être nommé dans cet emploi »[34]. Le SNCS s'est néanmoins interrogé sur la cohérence d'une politique de protection du potentiel scientifique et technique de la nation qui fait subir aux laboratoires de recherche des restrictions draconiennes en matière d'échanges scientifiques et, dans le même temps, confie l'évaluation et le financement des projets de recherche du pays entier à un ressortissant étranger[35]. Le processus ayant conduit au choix de M. Matlosz avait été qualifié de « concours avec profil à moustache » par Sylvestre Huet[36]. Michael Matlosz a démissionné avec effet au 21 juillet 2017.
- 2017 : Arnaud Torres (président par intérim)[37].
- 2017-2024 : Thierry Damerval est nommé président par décret du 8 décembre 2017[1] et renouvelé dans ses fonctions par décret du 11 septembre 2019[38].
- 2024- : Claire Giry est nommée présidente par décret le 8 juillet 2024[39].

## Rapports de la Cour des comptes et de l'Agence d'évaluation de la recherche et de l'enseignement supérieur
En 2011, dans son rapport public annuel, la Cour des comptes a rendu compte des premiers constats et perspectives sur l'ANR. Elle relevait en particulier « l'inscription réussie de l'ANR dans le nouveau paysage de la recherche, mais également des faiblesses en matière de gestion, l'absence de cadrage stratégique avec l'État et la nécessité de mesurer l'impact des aides de l'agence ».
En 2013, la Cour des comptes publie un rapport thématique sur le financement public de la recherche dans lequel, au paragraphe consacré à l'ANR, elle analyse l'évolution de 2005 à 2012 de sa dotation d'État (en hausse puis en baisse) et du taux de succès (en baisse) des projets. Elle qualifie la construction d’indicateurs d’impact pour mesurer la valeur ajoutée propre de l’ANR d'« inaboutie ». Elle signale l'influence qu'a l'agence sur les effectifs des équipes de recherche via le financement de nombreux contrats à durée déterminée (CDD) et demande, entre autres indicateurs à construire, que soit mesurée la proportion des CDD financés par l’agence bénéficiant après trois ans d’un emploi stable. Elle relève que non seulement le contrat pluriannuel entre l’État et l’ANR prévu par la loi n’est toujours pas établi, mais même que les discussions à cette fin n’ont pas débuté. Elle estime qu'il n'est « pas normal qu’un opérateur majeur de la politique de recherche ne soit toujours pas lié à l’État par un contrat huit ans après sa création ».
La « discussion et [la] signature rapide », avec l’État, d’un contrat pluriannuel d’objectifs et de moyens est également une des recommandations formulées par l'AERES dans le rapport d'évaluation de l'ANR qu'elle rend public en septembre 2012. L'AERES relève parmi les points forts de l'ANR une « contribution décisive à la mise en place du financement de la recherche sur projets » et parmi ses points faibles une « procédure de suivi/bilan insuffisamment développée et articulée entre programmes » ainsi qu'une « politique de communication interne et externe insuffisamment intégrée dans les processus, induisant un manque de transparence dans la mise en œuvre des procédures ».

## Débats et critiques
L'ANR a été mise en place afin de cibler davantage les dépenses dans un contexte de contraintes budgétaires, alors que les chercheurs souhaitaient que les budgets aillent directement aux laboratoires. Son objectif est de soutenir des projets de recherche, venant de toute la communauté scientifique, mais financés après mise en concurrence et évaluation a priori. Elle fait l'objet d'un panégyrique de Nicolas Sarkozy, lors du discours qu'il prononce à Orsay en l'honneur d'Albert Fert le 28 janvier 2008 : 

« Je souhaite qu'à cette nouvelle génération soit inculqué non plus le réflexe du financement récurrent mais la culture du financement sur projet, la culture de l'excellence, la culture de l'évaluation. Il faut trouver le juste équilibre entre les financements à court terme et les financements à plus long terme pour des projets plus risqués. Mais les uns comme les autres doivent être financés sur la base de leur seule qualité, dans les universités comme dans les organismes, et n'ont vocation à être indéfiniment reconduits sans évaluation. Je souhaite voir se développer davantage encore les financements de l'Agence nationale de la recherche (ANR), y compris les programmes blancs, grâce auxquels de nouvelles équipes, de nouveaux sujets de recherche peuvent émerger. (...) Affranchis de toute contrainte, affranchis de toute idéologie, affranchis de tout dogmatisme, tournant le dos à la pensée unique, les chercheurs les plus inventifs doivent pouvoir trouver à l'ANR les moyens d'exprimer pleinement leur créativité. »

En novembre 2008, plusieurs centaines de chercheurs occupent le siège de l'ANR à Paris, pour protester contre la précarisation dont cette nouvelle institution est pour eux le symbole car en finançant la recherche de façon limitée dans le temps, elle crée des emplois à durée déterminée, source, selon eux, de précarité,,. Les chercheurs dénoncent la tentative du gouvernement de privatiser recherche et éducation en France sur un modèle américain.
Dans une interview à l'AEF, la directrice de l'Agence répond aux critiques concernant en particulier l'absence de conseil scientifique - « (...) je crains que des chimistes et des historiens n'aient pas grand-chose à se dire » - la place trop restreinte laissée aux programmes blancs - « (...) les programmes blancs sont très difficiles à évaluer » - et les critiques estimant que les bons laboratoires ont désormais trop d'argent - « Tant mieux! Toute ma carrière, j'ai vu les bons et les mauvais recevoir les mêmes sommes (...) ».
Le caractère formaté des programmes blancs eux-mêmes et la lourdeur du système sont critiqués par Pierre Aucouturier et Eric Leichtmann, tandis qu'Alain Trautmann « dénonce le défaut de transparence de l'ANR ».
Les Assises de l'enseignement supérieur et de la recherche, en novembre 2012, aboutissent à plusieurs recommandations, en particulier : 

« (...) que l’ANR évolue, de manière à limiter le taux d’échec dans les appels à projet, taux d’échec devenu tellement important (près de 80 %) que les chercheurs passent trop de temps à écrire des projets ou à les évaluer, au détriment du temps consacré à leur recherche. Nous proposons donc d’allonger la durée des contrats, de limiter la prolifération des projets, en limitant la présence d’un même chercheur dans de trop nombreux projets. Il est également nécessaire de limiter le temps perdu à la soumission de ces projets. Pour cela, on pourrait envisager de procéder à des appels d’offres en deux temps, avec une première étape d’admissibilité pour laquelle un programme scientifique court, sans éléments  financiers détaillés, est demandé. »

Elles font également émerger une critique de fond au sujet des « projets blancs », dont beaucoup font une panacée : 

« Il est souhaitable, selon une partie de la communauté, de conserver – voire de renforcer – les appels à projet « blancs ». (...) [ils] sont essentiels en ce qu’ils sont le véritable ferment de la découverte scientifique, qui vient de la « base ». Mais n’est ce pas là une illusion ? Les appels à projet « blancs » de l’ANR encouragent en effet aussi un certain conformisme.(...) les communautés solides et larges, bien structurées autour d’un sujet de recherche installé, voient leurs projets de recherche la plupart du temps plus facilement sélectionnés parce que les évaluateurs des projets font partie de leur propre communauté, de leurs propres réseaux solidement constitués dans les conférences scientifiques, parfois jusqu’à l’endogamie. Tout cela ne crée pas les conditions de l’émergence de nouveaux sujets de recherche originaux. »

Le 13 octobre 2014, 660 directeurs de laboratoires signalent, dans une lettre ouverte au président de la République, une nouvelle dégradation : « Depuis l'instauration du financement de la recherche par appels à projets, notamment ceux de l'[ANR], le financement direct des laboratoires s'est vu réduit à sa plus simple expression. Il ne couvre parfois même pas le fonctionnement courant des laboratoires. Dans le même temps, le taux de sélection des projets proposés à l'ANR dans le cadre de l'appel 
d'offre générique se réduit d'une année sur l'autre : il est passé de 20 % des demandes financées il y a 5 ans à 8,5 % en 2014 ».
En septembre 2015, Sylvestre Huet décrit une « pluie de démissions à l'ANR », au premier rang desquelles celle de Patrick Petitjean, président du comité ANR Physique sub-atomique, science de l'univers, structure et histoire de la Terre, qu'il justifie dans un message rendu public par la petitesse du taux de réponses favorables que l'Agence renvoie aux demandes de financement - « Seulement 5 projets collaboratifs et 3 projets jeunes chercheurs ont été acceptés cette année pour, respectivement, 60 et 33 projets déposés. Le taux de succès est donc entre 8 et 9 %. Ce taux est plus petit que celui de l'ERC (European research council) et fait que l'ANR ne joue pas le rôle d'une agence nationale, qui devrait être de dynamiser les recherches dans de nombreuses directions afin de maintenir une activité forte et préserver la créativité. Avec un taux aussi bas on ne réussit qu'à se gargariser hypocritement avec la soi-disant excellence des soi-disant meilleurs projets » - et le fait qu'il n'a « jamais été écouté » par l'ANR.
Le 1er juin 2016, le comité ANR en Mathématiques et Informatique Théorique démissionne en bloc, refusant de fournir son classement final et de participer aux évaluations futures de l'agence. En plus d'un taux d'acceptation extrêmement bas et d'un soutien financier en chute libre, ses membres contestent « l’opacité du processus de sélection. » Ils soulignent en particulier que l'application d'un taux de sélection uniforme pour toutes les disciplines pénalise fortement celles qui soumettent des projets plus petits, avec des budgets plus faibles, comme c'est le cas en mathématiques. L'action du comité a été fortement soutenue par la communauté scientifique, une motion ayant été voté par l'ensemble des mathématiciens présents au premier congrès de la Société mathématique de France la semaine suivante.
Le 5 octobre 2016, un site internet parodiant l'ANR est lancé. Il présente une (fausse) agence, intitulée « Agence Nationale de l'Excellence Scientifique » (ANES). Ce site critique notamment le langage parfois abscons utilisé dans les appels à projets, ainsi que le recours accru aux contrats de type CDD imposé par le financement sur projet. Les auteurs de ce site sont inconnus.
L'ANR est aussi critiquée pour ne pas soutenir des projets de recherche dont la valeur scientifique ne fait aucun doute et dont les membres publient dans des revues prestigieuses ; l'équipe d'Abderrazak El Albani s'est ainsi vue refuser à cinq reprises entre 2008 et 2018 ses demandes de subventions, alors que ses travaux sur des fossiles multicellulaires vieux de plus de deux milliards d'années ont été publiés entre autres dans Nature et ont bouleversé la connaissance que l'on a des débuts de la vie multicellulaire sur Terre.